# Fadā'il
Fadā'il (arabisch فضائل, DMG faḍāʾil von Singular فضيلة / faḍīla / ‚Vorzüglichkeit, Vortrefflichkeit‘) sind islamische Überlieferungen, die die besondere religiöse Bedeutung bestimmter Personen, Personengruppen, Orte, Zeiten bzw. Werke herausstellen und ihre spezielle Auszeichnung (faḍl) durch Gott aufzeigen sollen. Viele von diesen Überlieferungen werden in Form von Hadithen auf den Propheten Mohammed zurückgeführt, bei anderen wird die Autorität eines  Prophetengefährten oder eines Muslims der nachfolgenden Generation in Anspruch genommen. Fadā'il-Überlieferungen zu bestimmten Themen sind schon früh in monographischen Werken zusammengestellt worden. Darüber hinaus haben sie in zahlreiche Werke der arabischen biographischen, historischen und theologischen Literatur Eingang gefunden. Bei Personen und Orten erscheint anstelle des arabischen Begriffs faḍāʾil manchmal auch der Begriff manāqib in der gleichen Bedeutung.

## Altarabische und koranische Grundlagen
Das Wort faḍīla, zu dem faḍāʾil den Plural bildet, ist von der arabischen Wortwurzel f-ḍ-l abgeleitet, das als Verb faḍala die Grundbedeutung „überschreiten, überfließen, übertreffen, überflüssig sein, übrigbleiben“ hat. Das zugehörige Substantiv faḍl bezeichnet einerseits einen überstehenden Zipfel, andererseits aber auch abstrakt „Vortrefflichkeit, Überlegenheit, Vorrang, Überfluss“. In der altarabischen Gesellschaft war es üblich, bei Rangwettstreiten, die als mufāḫara oder mufāḍala genannt wurden, mit dem eigenen faḍl zu prahlen. Diejenigen Dinge, mit denen man den eigenen faḍl nachweisen konnte, waren Stammesadel, Tapferkeit, Vermögen, Freigebigkeit und Großmut. Derjenige, der den größeren faḍl besaß, wurde mit der Elativform als afḍal bezeichnet.
Der Übergang von der altarabischen Gesellschaft zum Islam ist dadurch gekennzeichnet, dass nun Gott als derjenige betrachtet wurde, der den faḍl verleiht. In Sure 3:73 wird klar ausgesprochen: „Der faḍl liegt in der Hand Gottes. Er gibt ihn, wem er will.“ Aus Gottes faḍl erwächst Vergebung und jenseitiger Lohn, aber auch Erwerb weltlicher Güter. Auch die Rangfolge im faḍl wird durch Gott festgelegt. So heißt es Sure 17:21: „Schau, wie wir die einen von ihnen vor den anderen vorgezogen haben“ (unẓur kaifa faḍḍalnā baʿḍa-hum ʿalā baʿḍ). Die Bevorzugung durch Gott zeigt sich vor allem im Lebensunterhalt (rizq): "Und Gott hat die einen von euch im Unterhalt vor den anderen ausgezeichnet" (wa-Llāhu faḍḍala baʿḍakum ʿalā baʿḍ fī r-rizq; Sure 16:71). Der tafḍīl, das Vorziehen der einen vor den anderen durch Gott, ist Thema noch verschiedener anderer koranischer Aussagen. So hat Gott die Israeliten (Sure 2:47, 122; 7:140; 45:46) und in gleicher Weise die Propheten (Sure 6:83-86) vor allen anderen Menschen ausgezeichnet. Unter den Propheten hat er wiederum die einen vor den anderen ausgezeichnet (Sure 2:253; 17:55), und die Männer hat er vor den Frauen ausgezeichnet (Sure 4:34). Dadurch, dass Gott seinen faḍl nach Belieben verteilt, entsteht Ungleichheit unter den Menschen, und die Welt erhält ihre hierarchische Ordnung. An diese Vorstellung einer festen Ordnung, in der alle – hoch und niedrig – ihren von Gott zugeteilten Platz und Rang haben, knüpfen die Fadā'il-Überlieferungen an. Sie zielen darauf ab, die besonderen Eigenschaften (faḍāʾil) aufzuzeigen, an denen sich der durch Gott verliehene faḍl erkennen lässt.

## Fadā'il von Personen und Personengruppen
Die ersten Fadā'il-Überlieferungen kamen im Zusammenhang mit dem frühislamischen Nachfolgestreit nach dem Tode des Propheten auf. Während diejenigen, die meinten, dass ʿAlī ibn Abī Tālib von Anfang an Anspruch auf das Kalifat gehabt hätte, Berichte über seine Fadā'il sammelten, trugen umgekehrt diejenigen, die die Herrschaft der vorangehenden Kalifen Abū Bakr, Umar ibn al-Chattab und ʿUthmān ibn ʿAffān als legitim betrachteten, deren Fadā'il vor. Anhänger der Umayyaden verbreiteten bis ins späte 9. Jahrhundert insbesondere deren Fadā'il. Viele der Fadā'il-Überlieferungen hatten insofern propagandistischen Charakter. Sie dienten der Legitimierung politischer Machtansprüche verschiedener Familien, die in einem Näheverhältnis zum Propheten Mohammed standen. Der Gelehrte Ibn-Saʿīd al-Muhsin Ibn-Karāma al-Baihaqī (st. 1101) verfasste noch im 11. Jahrhundert ein Fadā'il-Werk über die Nachkommen von Abū Tālib, um deren politische Vorrechte zu bekräftigen.
Im 9. Jahrhundert begannen verschiedene Hadith-Gelehrte, die Fadā'il der gesamten Prophetengefährten zusammenstellen. Ihnen ging es nicht um politische Parteinahme, sondern um den Nachweis, dass diesem Personenkreis aufgrund seiner Verdienste und Aufbauleistungen insgesamt religiöse Verehrung gebührt. Das früheste erhaltene eigenständige Werk zu den Fadā'il der Prophetengefährten stammt von Ahmad ibn Hanbal. Später nahm al-Buchārī ein eigenes Kapitel dazu in seinen Sahīh auf. Hauptthema dieser Fadā'il-Überlieferungen sind die Verdienste der einzelnen Prophetengefährten im Kampf und im sozialen Leben der frühen Muslime sowie die besonderen Erfahrungen, die sie mit dem Propheten teilten. So gehört zum Beispiel zu den Fadā'il Abū Bakrs der Bericht über seine Flucht mit dem Propheten aus Mekka im Zusammenhang mit der Hidschra. Bei einzelnen Prophetengefährten werden auch phantastisch anmutende Prophezeiungen über deren Zukunft überliefert.
Auch über bestimmte Volksgruppen wie Perser, Türken und Araber sowie über bestimmte arabische Stammesverbände wurden später Fadā'il zusammengetragen.

## Fadā'il von Städten und Ländern
Das früheste Fadā'il-Werk zu einem Ort ist die al-Hasan al-Basrī (st. 728) zugeschriebene Sammlung über „Die Vorzüge Mekkas und des Wohnens in dieser Stadt“ (Faḍāʾil Makka wa-s-sakan fī-hā). Im 9. Jahrhundert wurden auch über Basra, Kufa und Bagdad Faḍā'il-Werke zusammengestellt, doch haben sie sich nicht erhalten. Ende des 10. Jahrhunderts verfassten ʿUmar ibn Muhammad al-Kindī und Ibn Zūlāq (st. 997) die ersten Fadā'il-Werke über Ägypten (Misr).
Das erste Fadā'il-Werk zu Jerusalem verfasste um 1020 Abū Bakr Muhammad Ibn Aḥmad al-Wāsitī, der als Chatīb an der al-Aqsā-Moschee tätig war. Es ist in einer Handschrift erhalten, die kurz vor der Rückeroberung der Stadt durch Saladin erstellt wurde. Kurze Zeit nach al-Wāsitīs Werk zu Jerusalem verfasste ar-Rabaʿī (st. 1052) sein Werk Faḍāʾil aš-Šām wa-Dimašq, in dem er Fadā'il-Überlieferungen zu Syrien und Damaskus zusammenstellte. Ein Werk, das die Fadā'il von Jerusalem, Hebron und Syrien miteinander verbindet, ist das Buch Faḍāʾil Bait al-Maqdis wa-l-Ḫalīl wa-faḍāʾil aš-Šām von al-Muscharraf Ibn-al-Muraddschā (st. 1037-1047). Der syrische Geschichtsschreiber Ibn ʿAsākir hat später die syrienbezogenen Fadā'il in die topographische Einführung zu seinem monumentalen Werk „Geschichte der Stadt Damaskus“ integriert.
Fadā'il-Sammlungen zu spezifischen Orten sind Manifestationen eines blühenden Lokalpatriotismus. Insgesamt evozieren ortsbezogene Fadā'il-Überlieferungen das Bild eines „heiligen Raumes“. Sie befassen sich mit der Rolle der betreffenden Orte während der Erschaffung der Welt, ihrer Beziehung zu verschiedenen Propheten sowie dem Auftreten von Prophetengefährten an ihnen. Viele Fadā'il-Überlieferungen handeln auch von dem Auftreten koranischer Figuren wie Adam, al-Chidr und Dhū l-Qarnain an den betreffenden Orten. Ein wichtiges Thema innerhalb der Fadā'il über Syrien ist die Entsendung des Feldherrn Chālid ibn al-Walīds in dieses Land durch den ersten Kalifen Abū Bakr. Dem zu dieser Zeit im Irak weilenden Feldherrn soll Abū Bakr bei dieser Gelegenheit nämlich erklärt haben, dass er die Eroberung des „Heiligen Landes“ Syrien für wichtiger hielt als den Irak.
Die wichtigsten Themen der Fadā'il-Literatur über Jerusalem sind:
- die besondere Bedeutung Jerusalems in der Geschichte der drei monotheistischen Religionen: als Ort des von Salomo errichteten Tempels (Judentum), als Ort des Wirkens Jesu (Christentum), als Ort der ersten Qibla und Ausgangspunkt der Himmelfahrt Mohammeds,
- seine zukünftige Rolle als Platz der endzeitlichen Schlacht zwischen Jesus und dem Antichrist,
- die Heiligkeit der verschiedenen Stätten in und um Jerusalem (der Felsendom, die Aqsā-Moschee, die zwölf Tore der Stadt, der Kettendom, die Siloah-Quelle, Betlehem und Hebron),
- die Verdienstlichkeit des Pilgerbesuchs von Jerusalem und des dortigen Verteilens von Almosen sowie der besondere Wert von dort gesprochenen Gebeten. Al-Wāsitī zum Beispiel erklärte, dass ein Gebet, das in der al-Aqsā-Moschee verrichtet wird, 5000 Mal so viel wert sei wie ein gewöhnliches Gebet, ein Gebet in der Prophetenmoschee von Medina habe den Wert von 50.000 gewöhnlichen Gebeten und ein Gebet bei der Kaaba in Mekka mache 100.000 Gebete wett.[22]

Insgesamt wird Jerusalem in der Fadā'il-Literatur als „Mitte der Länder“ und Nabel der Welt präsentiert. Nach Amikam Elad spiegeln diese Überlieferungen das Bemühen der Umayyaden wider, die politische und religiöse Bedeutung von Syrien und Palästina, die das Zentrum ihres Kalifats bildeten, gegenüber dem Hedschas, der das frühere Zentrum des islamischen Reiches bildete, hervorzuheben.
Die meisten Überlieferungen, die in die Fadā'il-Sammlungen aufgenommen wurden, gehen auf erheblich frühere Zeit zurück. Die Traditionen zu Syrien und Damaskus in der Sammlung ar-Rabaʿīs zum Beispiel nennen in ihrer Überliefererkette syrische Autoritäten des 8. Jahrhunderts wie Makhūl ibn Abī Muslim. Auch die Überlieferungen zu Jerusalem gehen auf diese Zeit zurück. Das im Jahre 1214 abgefasste Fadā'il-Werk zur Stadt Balch von Abū Bakr ʿAbdallāh ibn ʿUmar Wāʿiz Balchī schöpft aus insgesamt 31 früheren Werken. Viele davon sind Biographiensammlungen des Tabaqāt-Genres, in denen die islamischen Gelehrten nach zeitlich aufeinander folgenden Klassen geordnet sind.
Eine Besonderheit des Fadā'il-Werkes über Ägypten von Ibn Zūlāq ist, dass es ein Kapitel zu Gelehrten aus vorislamischer Zeit enthält, die in Ägypten geboren wurden, dort eine Zeitlang tätig waren oder Schüler eines ägyptischen Gelehrten gewesen waren. Hier werden solche mythischen und realen Persönlichkeiten behandelt wie Hermes, Agathodaimon, Sokrates, Platon, Aristoteles, Apollonios von Perge usw. Hans Daiber vermutet, dass die in diesem Werk zu findende Hochschätzung Ägyptens als Land der „Wissenschaften“ Ausdruck eines neuen Nationalbewusstseins im neu errichteten Fatimidenreich ist, dessen Hauptstadt Kairo als Zentrum der Wissenschaften damals mit Bagdad zu konkurrieren begann.

## Fadā'il frommer Werke

Türkische Übersetzung des Fazail-i A'maal, eines Werks von Muhammad Zakarīyā al-Kāndahlawī über die Fadā'il frommer Werke.

Daneben existieren Fadā'il-Überlieferungen, die sich mit der Verdienstlichkeit bestimmter frommer Handlungen befassen. So stellte der Hadith-Gelehrte ʿAbdallāh ibn al-Mubārak (st. 792) zum Beispiel ein eigenständiges Werk zu den Fadā'il des Dschihad zusammen. Und um die Mitte des 9. Jahrhunderts verfasste der irakische Gelehrte Ibn Abī Dunyā (st. 894) ein Werk über die Fadā'il des Monats Ramadan, in dem er die Verdienstlichkeit des Fastens und anderer frommer Werke hervorhob.
Das wichtigste Genre innerhalb dieser Gruppe von Fadā'il-Überlieferungen stellen die Faḍāʾil al-Qurʾān dar, die Aussagen über die Verdienstlichkeit der verschiedenen koranbezogenen Handlungen (Auswendiglernen und melodische Rezitation des Korans, Einhaltung seiner Gebote) sowie die Heilswirkung bestimmter Suren und Koranverse enthalten. Schon früh wurden eigenständige Werke über solche Fadā'il des Koran zusammengestellt. Das älteste erhaltene Werk dieser Art ist dasjenige von Abū ʿUbaid al-Qāsim (st. 837). Andere bekannte Faḍāʾil-al-Qurʾān-Werke stammen von an-Nasāʾī (st. 915) und Ibn Kathīr (st. 1373). Fadāʾil-al-Qurʾān-Überlieferungen wurden darüber hinaus in fast alle großen Hadith-Sammlungen aufgenommen. Thematisch geordnete Hadith-Sammlungen wie der Musannaf von Ibn Abī Schaiba und die beiden Sahīh-Werke von al-Buchārī und Muslim ibn al-Haddschādsch enthalten eigene Kapitel zu den Fadāʾil al-Qurʾān.
Insgesamt sind die Fadāʾil-al-Qurʾān-Überlieferungen wichtige Quellen zur islamischen Sozial- und Geistesgeschichte, da sie neben den eigentlichen Fadā'il-Überlieferungen auch Informationen zur Stellung der Korangelehrten (ahl al-qurʾān) in der frühislamischen Gesellschaft, ihrem Selbstverständnis und ihrem Verhältnis zu anderen Gelehrtengruppen (Grammatiker, Juristen und Traditionisten) enthalten.
Bei einigen dieser Überlieferungen ist bekannt, dass sie absichtlich von bestimmten Korangelehrten verbreitet wurden, um das Interesse für die Beschäftigung mit dem Koran zu wecken und den Vorrang ihres Standes gegenüber den anderen Gelehrtengruppen herauszustellen. Aufgrund der zweifelhaften Natur dieses Materials standen ihm einige muslimische Gelehrten des Mittelalters sehr kritisch gegenüber.
Ab dem 10. Jahrhundert entstanden verschiedene Werke, in denen die Fadā'il verschiedener Gruppen frommer Werke (z. B. Salat (Gebet), Haddsch, Fasten usw.) systematisch dargestellt werden. Das früheste erhaltene dieser Fadāʾil-al-Aʿmāl-Werke stammt von dem Gelehrten Ibn as-Sunnī (st. 974). Dem gleichen Genre gehört auch das ursprüngliche auf Urdu verfasste Buch Fazail-e Amaal von Muhammad Zakarīyā al-Kāndahlawī (st. 1982) an. Es stellt das wichtigste Lehrbuch der Tablighi Jamaat dar und behandelt die Fadā'il des Korans, des Ritualgebets, des Dhikr, der islamischen Mission (tablīġ) und des Ramadan.